# Tim Matavž

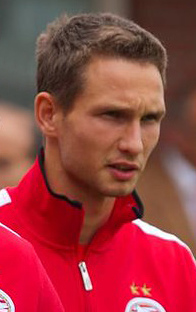
Tim Matavž v r. 2011

Tim Matavž (* 13. ledna 1989, Šempeter pri Gorici, SFR Jugoslávie) je slovinský fotbalový útočník a reprezentant, který působí v klubu Omonia.

## Klubová kariéra
Ve Slovinsku působil v klubech ND Bilje a ND Gorica. V letech 2007–2011 byl hráčem nizozemského klubu FC Groningen, odkud hostoval v sezóně 2008/09 v FC Emmen. V letech 2011–2014 hrál za PSV Eindhoven, s nímž v ročníku 2011/12 vyhrál nizozemský fotbalový pohár. V roce 2014 přestoupil do německého bundesligového mužstva FC Augsburg.
Hráčem Vitesse se stal 29. června 2017, podepsal tříletou smlouvu.
V letním přestupovém období roku 2020 odešel do klubu Al Wahda ve Spojených arabských emirátech. Následně působil v tureckém Bursasporu.
Na pomezí ledna a února 2022 se upsal kyperskému klubu Omonia.

## Reprezentační kariéra
Tim Matavž byl členem slovinské mládežnické reprezentace U19 a U21.
V A-mužstvu Slovinska debutoval 4. 6. 20107 v přátelském utkání v Mariboru proti týmu Nového Zélandu (výhra 3:1).
Zúčastnil se Mistrovství světa 2010 v Jihoafrické republice, kde Slovinci obsadili se čtyřmi body nepostupovou třetí příčku základní skupiny C. Matavž zasáhl pouze do utkání proti Anglii (porážka 0:1).